# La Ribambelle gagne du terrain
La Ribambelle gagne du terrain est la première histoire de la série de bande dessinée La Ribambelle de Jean Roba. Elle est publiée pour la première fois du no 1247 au no 1267 du journal Spirou, puis en 1965 dans l'album éponyme.

## Univers

### Synopsis
Une joyeuse bande d'enfants (Phil, Archibald, Grenadine, Dizzy, rejoints par Atchi & Atcha, les deux frères asiatiques), surnommée la Ribambelle, jouent quotidiennement sur un terrain vague, tout en évitant les attaques d'un trio de voyous nommé les Caïmans (Tatane, Rodolphe et Alphonse).
La Ribambelle apprend bientôt que leur terrain vague doit être mis en vente pour 250 000 francs. Nos jeunes amis vont tenter d'acheter leur terrain de jeu, convoité par l'odieux Arsène Grosfilou, qui, aidé par le trio des Caïmans, veut y construire un immeuble. Grâce à leurs économies, les enfants prennent une option sur le terrain et obtiennent le délai d'un mois pour réunir la somme exigée par le notaire. Dans le même temps, ils recueillent un gentil clochard affamé.
La bande décide alors de travailler d'arrache-pied pour acheter le terrain, tout en esquivant les ruses de Grofilou et des Caïmans. Alors que leur entreprise est sur le point d'échouer (Archibald ayant perdu leurs économies au loto), les enfants reçoivent l'aide de leur ami clochard (en réalité l'acteur de théâtre Sacha Durideau) et affrontent une ultime fois Grofilou et les Caïmans devant la porte du notaire, avant de réussir finalement à acheter le terrain.

### Personnages

#### Personnages principaux
- Phil, chef de la Ribambelle
- Grenadine, la seule fille de la bande
- Archie, l'intellectuel écossais
- Dizzy, le joyeux musicien
- Atchi & Atcha, les jumeaux judokas
- James, fidèle majordome d'Archibald
- Tatane, chef des Caïmans
- Rodolphe et Alphonse, acolytes de Tatane

#### Personnages secondaires
- Arsène Grosfilou, milliardaire odieux et acariâtre
- Ernest, chauffeur de Grofilou
- Sacha Durideau, acteur et ami de la Ribambelle
- Maître Dupapelard, notaire
- Chenu, clerc de Dupapelard
- Yvan Carlos de Zakousky, auteur de l'émission "Trompes d'Eustache en délire".